# NGC 5600
NGC 5600 (другие обозначения — UGC 9220, IRAS14214+1451, MCG 3-37-13, ARAK 449, ZWG 104.15, 8ZW 410, KUG 1421+148, PGC 51422) — спиральная галактика (Sc) в созвездии Волопас.
Этот объект входит в число перечисленных в оригинальной редакции «Нового общего каталога».